# Casa d'Hauteville
La Casa d'Hauteville (o Casa d'Altavilla) era una família normanda, originària de petits senyors, de la península de Cotentin a Normandia. Els Hauteville van assolir prominència gràcies a la seva participació en la conquesta normanda del sud d'Itàlia. El 1130, Roger II d'Altavilla va ser nomenat el primer rei de Sicília. Aquesta dinastia normanda va governà Sicília entre els anys 1073 (o 1085) i 1194. La denominació prové del poble d'Hauteville, a la Normandia, lloc de naixement de Tancred d'Hauteville i dels seus fills Robert, anomenat Guiscard, i Roger, aquest últim primer comte de Sicília. Els Hauteville també van participar en la Primera Croada i van governar el Principat independent d'Antioquia (1098).

## Història
La tradició diu que els orígens de la família arribin a Hiallt, un viking del segle x que suposadament va fundar el poble de Hialtusvilla, d'on prové el nom de la família. Hiallt, però, probablement només és un avantpassat epònim llegendari: la forma llatina de Hauteville, Altavilla, simplement significa "estat elevat".
El primer membre ben documentat de la família és Tancred d'Hauteville, petit senyor de Hauteville-la-Guichard. Tancred va tenir molts fills amb les seves dues esposes, Muriella i Fressenda, i el seu petit patrimoni amb prou feines era suficient per acollir tots els seus fills. Així doncs, es van veure obligats a buscar fortuna en altres llocs, concretament al sud d'Itàlia.
Amb la seva banda de mercenaris normands, Robert Guiscard conquerí un ampli territori al sud d'Itàlia, expulsant els romans d'Orient que dominaven les terres des del segle vi. L'any 1059, el papa Lleó IX establí una aliança amb Robert Guiscard, fent-lo vassall seu a canvi de concedir-li com a feus els ducats de la Pulla i de Calàbria (és a dir, el sud d'Itàlia íntegre), més l'illa de Sicília, llavors repartida entre romans d'Orient i sarraïns. Aquests títols van habilitar Robert Guiscard per a reclamar legalment per a si i la seva família l'illa de Sicília i els territoris italians ja esmentats. Tanmateix, no fou ell sinó son germà Roger qui completà la conquesta de Sicília.
A Humphrey el va succeir un quart germà, Robert Guiscard . El 1059, Robert va ser nomenat primer duc de Pulla i Calàbria, i també senyor de Sicília, pel papa Nicolau II. Juntament amb el seu germà petit, Roger I, va començar a conquerir Sicília, que en aquell moment estava ocupada pels sarraïns. Guiscard va ser succeït pel seu fill Roger Borsa, que al seu torn va ser succeït pel seu fill Guillem II . Quan Guillem va morir sense fills, tots els dominis de la família Hauteville van ser heretats per Roger II, fill de Roger I.
A la mort de Robert Guiscard, son fill, Bohemon de Tàrent, s'enfrontà amb Roger, que aleshores havia completat la conquesta de Sicília i havia accedit al títol de Comte de Sicília. Roger en sortí victoriós, i van ser els seus descendents, i no els de Robert, els qui van governar Sicília durant més d'un segle.
A la mort de Roger I, el regne normand de Sicília va quedar repartit entre un sector continental, en mans de Roger Borsa, que ràpidament degenerà en una sèrie de senyorius semiindependents, i una altra part en mans del seu fill Simó, el qual va morir ràpidament, recaient el tron en mans de son germà Roger. Roger II de Sicília fou un gran estadista que continuà la política de son pare Roger I, unificà els seus antics dominis, i va portar Sicília a la seva màxima grandesa, des de la capital fins a Palerm. Roger II, qui havia accedit al tron com a Comte de Sicília, aconseguí que el papa l'anomenés Rei de Sicília, passant llavors les Dues Silícies a ser un regne.
A la mort de Roger II, el tron va caure en mans de Guillem I, més conegut com a Guillem I el Dolent. Mort aquest, el tron va caure en mans de son fill, Guillem II el Bo.
Com que Guillem II no tingué fills, es desencadenà una crisi interna. La seva tia Constanza d'Hauteville havia contret matrimoni amb Enric VI, fill de Frederic Barba-roja, emperador del Sacre Imperi Romanogermànic, així que Enric va reclamar el tron per a ell; però també el reclamà Ricard Cor de Lleó, rei d'Anglaterra, que també estava emparentat amb els Hauteville. A més a més, els nobles sicilians van decidir entronitzar Tancred de Lecce, un fill bastard de Roger II, qui va governar enmig de contínues guerres civils durant només cinc anys. A la seva mort, la Casa d'Hauteville s'extingí i el Regne de Sicília passà a les mans de la Casa Hohenstaufen.